# Hochstift Hildesheim

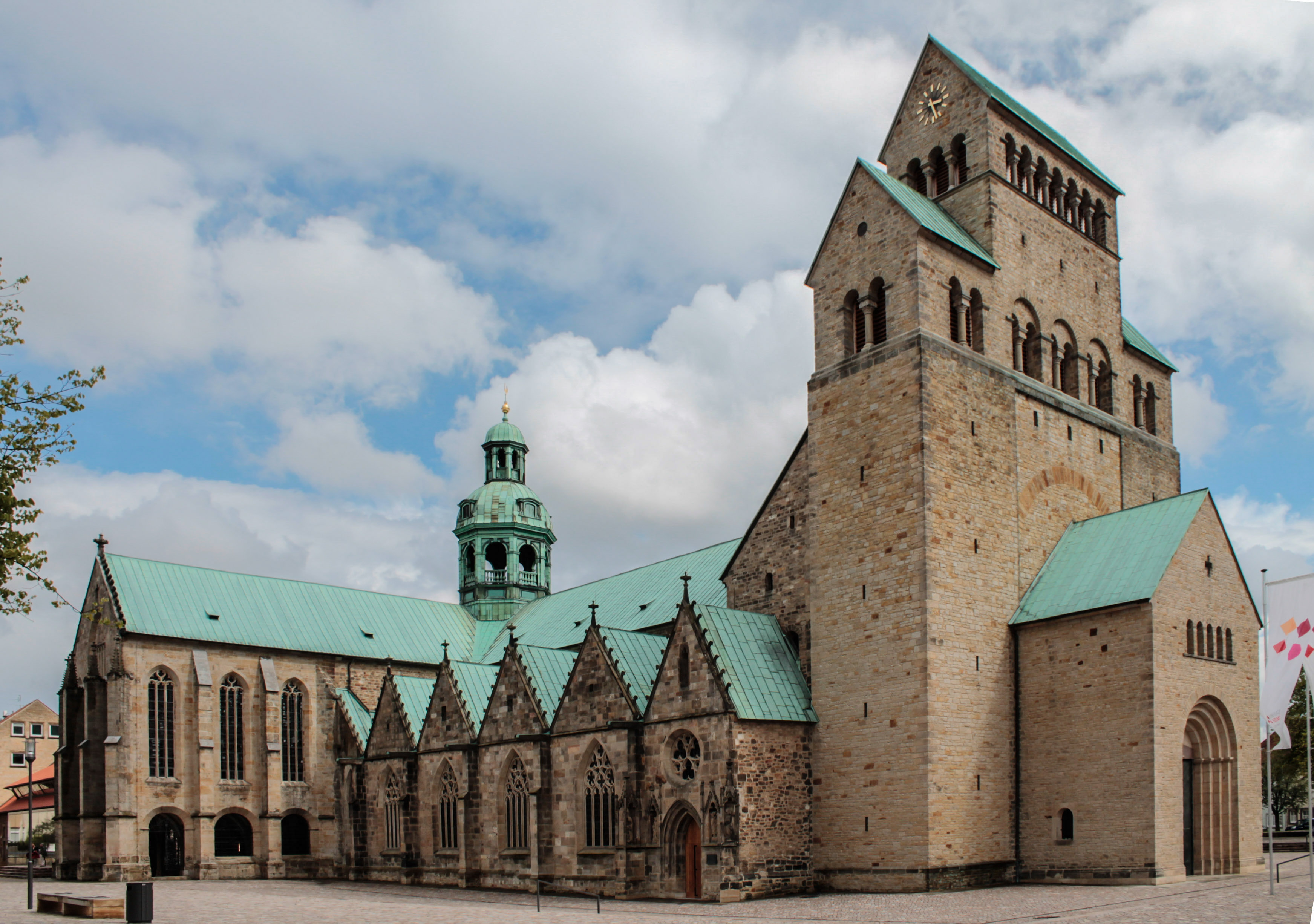
Hildesheimer Dom

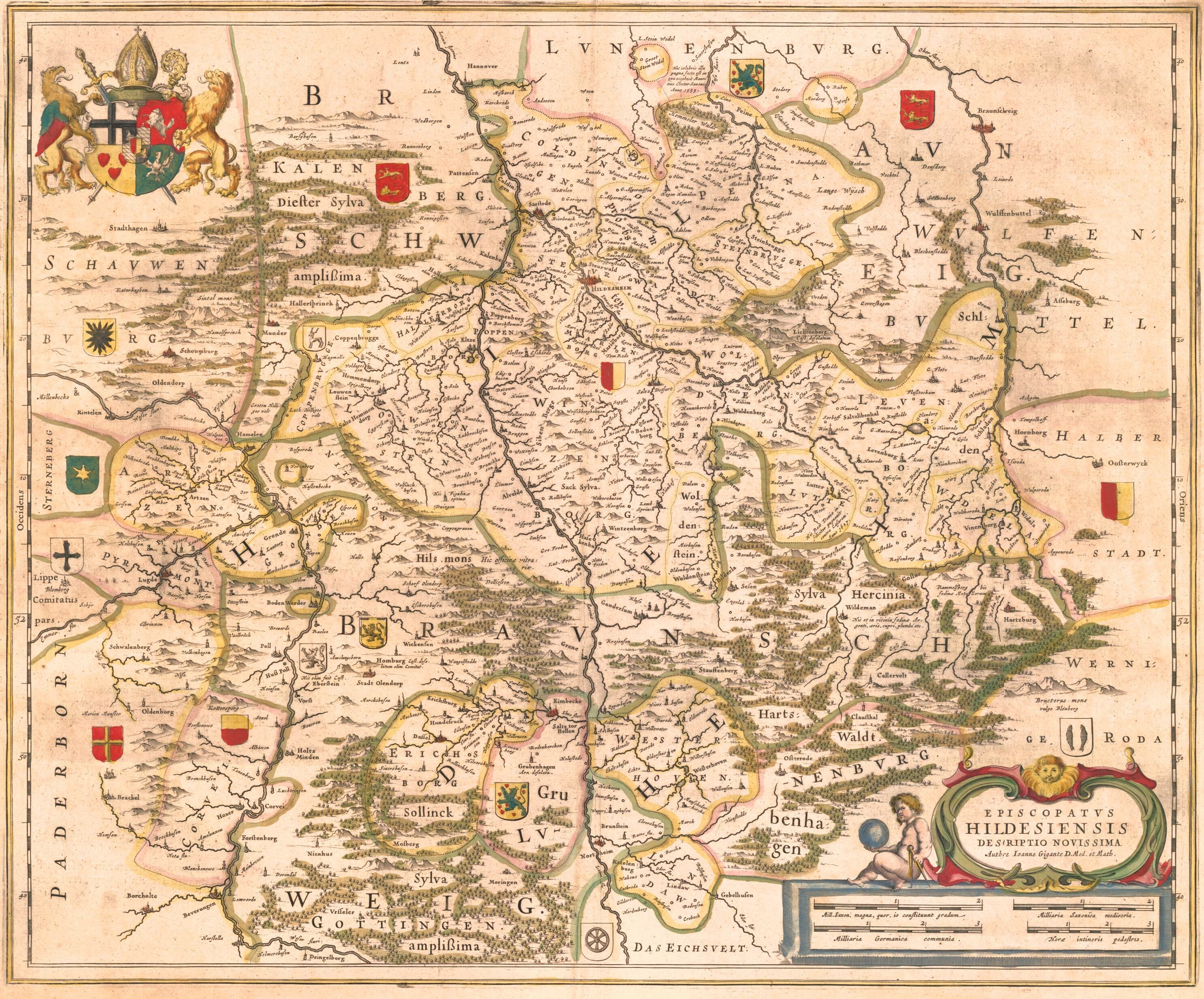
Karte des Hochstifts um 1643

Das Hochstift Hildesheim bzw. das Fürstbistum Hildesheim oder auch das Fürstentum Hildesheim war der weltliche Besitz des Bistums Hildesheim.

## Territorium
Das Territorium des Hochstifts Hildesheim umfasste im Norden die Hildesheimer Börde mit der Stadt Peine und reichte bis südlich von Hannover. Westlich von Hildesheim erstreckte es sich bis in das Leinebergland mit den Städten Elze, Gronau und Alfeld. Im Südwesten lagen Freden und Lamspringe noch innerhalb seiner Grenzen sowie der westliche Ambergau mit der zentralen Stadt Bockenem und dem südlichen Amtssitz Bilderlahe. Im Osten waren das Innerstetal mit Baddeckenstedt und Ringelheim bis an den Harzrand unmittelbar vor den Mauern der Freien Reichsstadt Goslar sowie das nordwestliche Harzvorland um Liebenburg bis hin zur Oker mit Ohrum im Nordosten, mit Schladen und Vienenburg Bestandteil des Hochstifts. Zudem gehörte auch das Gebiet rund um Dassel am Solling als größere Exklave dazu. Das Fürstentum Hildesheim war somit kleiner als das geistliche Bistum Hildesheim.
Seit 1500 gehörte das Hochstift zum Niedersächsischen Reichskreis.

## Geschichte

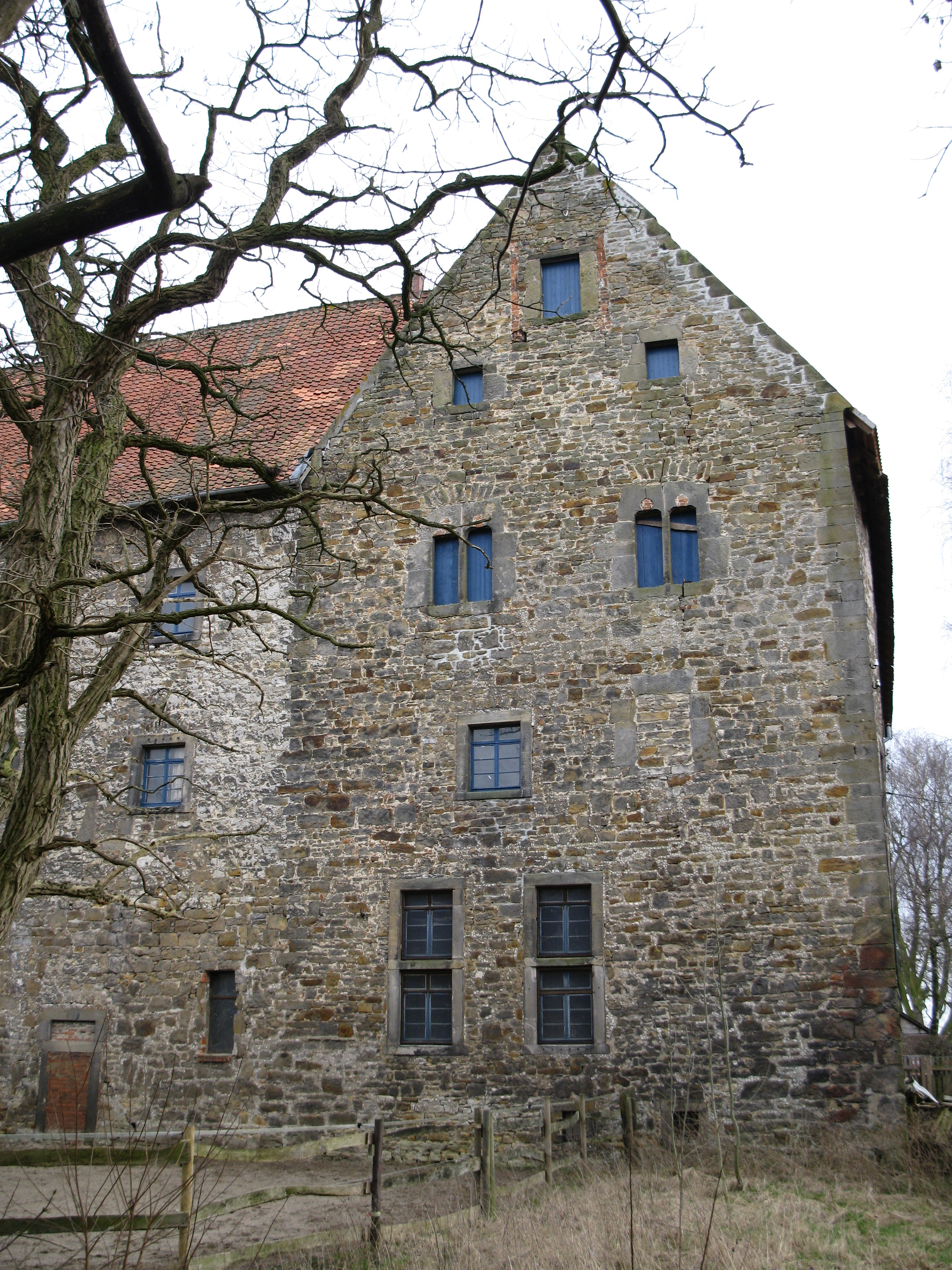
Palas der Schutz- und Trutzburg Steuerwald, faktische Bischofsresidenz bis 1573

Das Bistum Hildesheim wurde 815 durch Ludwig den Frommen gegründet. Dabei bildete der sächsische Gau Astfala das Kerngebiet der Diözese. In der Folgezeit konnte es Grundbesitz an der Mosel, im Odenwald und in der Grafschaft Harzgau erwerben. 1310 kam noch die Grafschaft Dassel hinzu. Am 15. August 1235 erreichte Bischof Conrad II. auf dem Reichstag zu Mainz die offizielle Anerkennung als souveränes Fürstentum. Bei der Schlacht von Dinklar am 3. September 1367 siegte der Hildesheimer Bischof Gerhard über Herzog Magnus von Braunschweig, nachdem die Braunschweiger plündernd in das Gebiet des Hochstifts eingefallen waren.
Zu Beginn des 16. Jahrhunderts geriet das Hochstift in Konflikte mit Teilen des Hildesheimer Stiftsadels sowie dem Herzogtum Braunschweig-Lüneburg. Dies führte 1519 zu einer kriegerischen Auseinandersetzung, zur sogenannten Hildesheimer Stiftsfehde (1519–1523). Sie endete mit dem Quedlinburger Rezess vom 13. Mai 1523. Dieser Vertrag schrieb die militärischen Erfolge der Welfen auf hildesheimischem Territorium fest.
Für das Hochstift Hildesheim bedeutete der Vertrag den Verlust des Großen Stifts und die künftige Bescheidung auf das sogenannte Kleine Stift. Die bis zur Stiftsfehde aus 22 Ämtern bestehende bischöfliche Landesherrschaft beschränkte sich nunmehr auf die Ämter Steuerwald, Marienburg und Peine sowie die Städte Peine und Hildesheim, das aber in seiner weitgehenden Selbständigkeit dem besonderen Schutz des Herzogs Erich von Calenberg unterstellt wurde. Ferner gehörte dazu noch die Dompropstei mit einigen wenigen Dörfern nördlich Hildesheims, wie Borsum, Harsum, Achtum und Algermissen. Das Amt Peine war zudem seit 1522 in Pfandbesitz der Stadt Hildesheim gekommen, in dem es die folgenden achtzig Jahre verbleiben sollte. Die Welfen konnten auf Kosten des Stifts ihre Territorien vergrößern. Das Hochstift Hildesheim aber, auf ein Viertel seines ursprünglichen Territoriums reduziert, hatte aufgehört, ein eigenständiger Machtfaktor unter den norddeutschen Landesherrschaften zu sein.
Die Hildesheimer Bischöfe Balthasar Merklin (1528–1531) und Valentin von Teutleben (1537–1551) suchten das Hochstift Hildesheim nicht auf. Dies begünstigte die Ausbreitung der lutherischen Glaubenslehre im Kleinen Stift. 1542 schloss sich die Stadt Hildesheim der Reformation an. Bürgerrechte erhielt fortan nur noch, wer sich zur lutherischen Konfession bekannte. Im Amt Steuerwald führte Adolf von Holstein, der das Amt in Pfandbesitz hatte, 1556 die lutherische Lehre ein. Unter Fürstbischof Ernst von Bayern (1573–1612) setzte im zwischenzeitlich eingelösten Amt die Rekatholisierung ein. In vielen Orten widersetzte sich die Bevölkerung zunächst. Einige Orte wie z. B. Kemme und Schellerten blieben letztlich lutherisch.

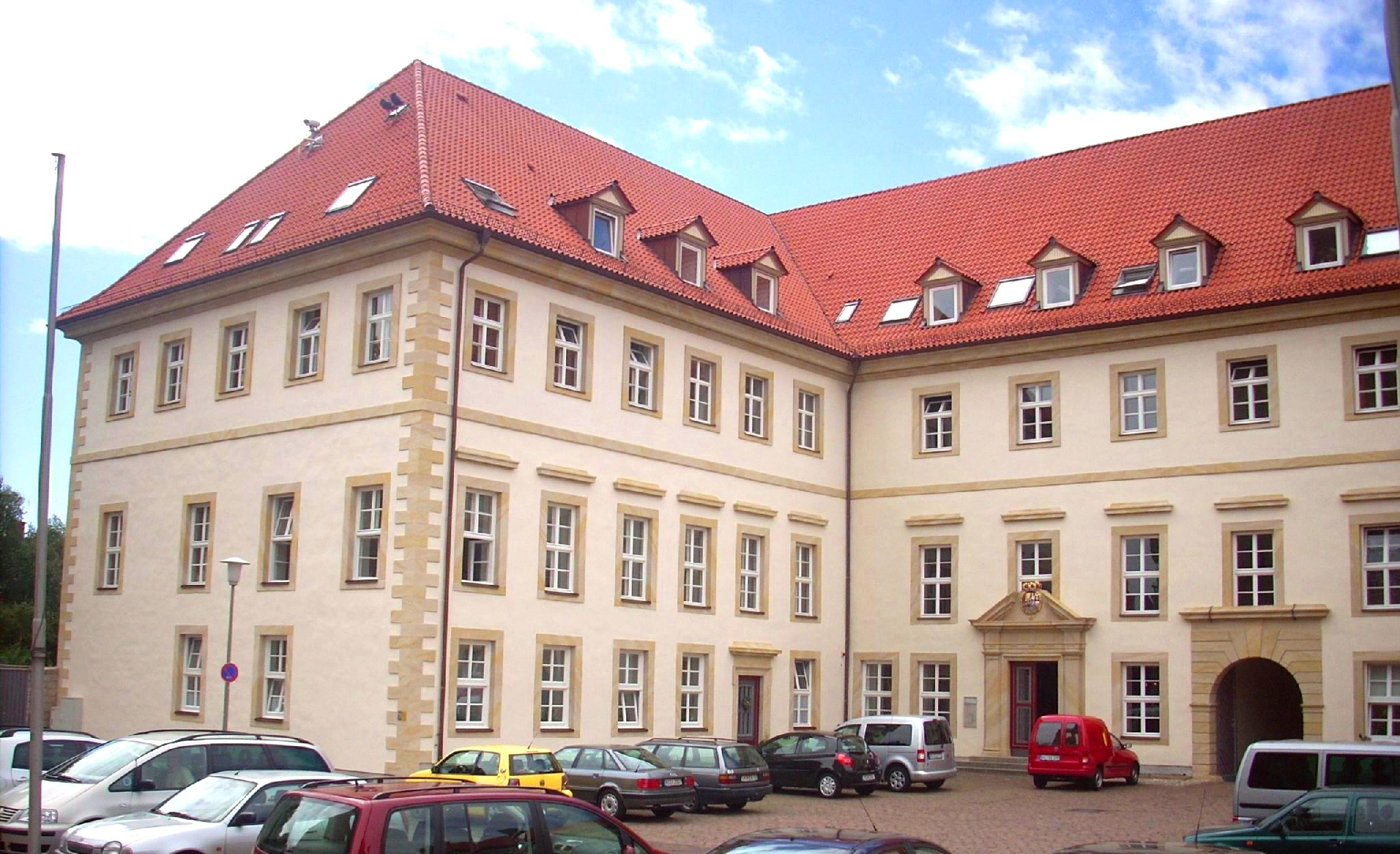
Ehemalige fürstbischöfliche Residenz und hochstiftische Regierung am Hildesheimer Domhof

1643 wurden die Streitigkeiten zwischen dem Stift Hildesheim und den Herzögen zu Braunschweig und Lüneburg mit dem Hildesheimer Hauptrezess beigelegt. Das Große Stift fiel zurück an das Hochstift Hildesheim. Die Verwaltung erfolgte in 16 Ämtern. Rund 90 % der Untertanen des katholischen Fürstbischofs von Hildesheim waren fortan lutherischer Religion. Den Bischöfen gelang es aufgrund des Normaljahres (Westfälischer Friede) nicht, dieses Verhältnis nennenswert zu ändern. Die sogenannten Stiftsdörfer (Algermissen, Bettmar, Borsum, Detfurth, Diekholzen, Dinklar, Förste, Giesen, Harsum, Ottbergen u. a.) blieben dagegen mehrheitlich katholisch.
1802 verlor das Hochstift seine Souveränität an Preußen, dem es bis 1807 angehörte.
Nach dem Ende des Hochstifts wechselte sein Territorium noch mehrmals die politische Zugehörigkeit:
- Nach dem Frieden von Tilsit gehörte das Fürstentum Hildesheim in der napoleonischen Zeit fast vollständig zum Département Oker im Königreich Westphalen. In dieser kurzen Zeitspanne bildete der Hauptteil des Territoriums den Distrikt Hildesheim.[7] Der Südosten von Holle bis zur Oker kam zum Distrikt Goslar. Peine, Lafferde und andere Orte im Nordosten fielen an den Distrikt Braunschweig.[8]
- Aufgrund des preußisch-britischen Vertrages vom 14. Juni 1813, wie in Art. 27 des Hauptvertrags zum Abschluss des Wiener Kongresses vom 8. Juni 1815 (6. Beilage: Vertrag zwischen Preußen und Hannover vom 29. Mai 1815) bestätigt, kam das ganze Gebiet an das Königreich Hannover.Digitalisat
- Nach dem Deutschen Krieg wurde das Königreich Hannover 1866 von Preußen annektiert.

Seit 1946 gehört das Gebiet des alten Stiftes zu Niedersachsen.

## Wappen des Fürstentums Hildesheim
Blasonierung: Das Wappen des Fürstentums Hildesheim ist gespalten von Rot und Gold. Auf dem gekrönten Helm mit rot-goldenen Helmdecken ein von rot und gold gespaltener Spitzhut, oben mit goldenem Knopf zwei Straußenfedern in rot-gold. Der gleichfarbige Hutstulp besteckt mit zwei Fahnen an goldenen stahlbespitzten Spieße, von der ab das rechte gold-rot, das linke rot-golden gespalten.
Das Bistum Hildesheim führte das Wappen seit Bischof Heinrich (1310–1318) auf Siegeln. Hier war aber vorn Gold und hinten Rot. Der Hutstulp war rot-gold gespalten.
Das Wappen erscheint als Grundmotiv auch heute noch in einigen aktuellen Gemeindewappen:

Bockenem
Hildesheim
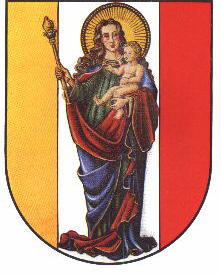
Markoldendorf
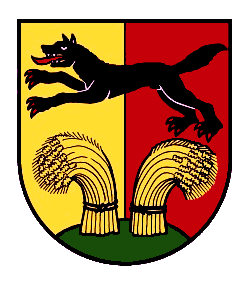
Peine
Sarstedt